# Gujranwala (Division)

Division Gujranwala

Die Division Gujranwala ist eine Division in der Provinz Punjab in Pakistan. Der Verwaltungssitz befindet sich in der Stadt Gujranwala. Bei der Volkszählung von 2017 hatte sie eine Einwohnerzahl von 16.123.984 auf einer Fläche von 17.206 km².

## Distrikte
Die Division Gujranwala gliedert sich in sechs Distrikte:
| Distrikt        | Hauptstadt      | Größe (km²) | Bevölkerung (2017) | Dichte (Einw./km²) |
| --------------- | --------------- | ----------- | ------------------ | ------------------ |
| Gujranwala      | Gujranwala      | 3.622       | 5.014.196          | 1.384              |
| Gujrat          | Gujrat          | 3.192       | 2.756.110          | 863                |
| Hafizabad       | Hafizabad       | 2.367       | 1.156.957          | 488                |
| Mandi Bahauddin | Mandi Bahauddin | 2.673       | 1.593.292          | 596                |
| Narowal         | Narowal         | 2.337       | 1.709.757          | 731                |
| Sialkot         | Sialkot         | 3.016       | 3.893.672          | 1.291              |